# Anna Tsuchiya Inspi' Nana (Black Stones)
Albums de Anna Tsuchiya
Strip Me?
(2006) Nudy Show!
(2008)
Singles
Anna Tsuchiya Inspi' Nana (Black Stones) est le 2e album de Anna Tsuchiya, sorti sous le label MAD PRAY RECORDS le 28 février 2007 au Japon; le 16 avril 2008 en format CD et le 7 juillet 2007 en édition Deluxe en France. Il atteint la 17e place du classement de l'Oricon, et reste classé pendant 4 semaines, pour un total de 18 252 exemplaires vendus.

## Liste des titres
| 1.  | Rose                                    | 3:49 |
| 2.  | Without You                             | 3:43 |
| 3.  | zero                                    | 3:49 |
| 4.  | Scream                                  | 5:40 |
| 5.  | Take me out                             | 3:54 |
| 6.  | Kuroi Namida (黒い涙)                   | 5:12 |
| 7.  | I'm addicted to you                     | 3:44 |
| 8.  | Lucy                                    | 3:31 |
| 9.  | Rose -Street Live Edition-              | 4:01 |
| 10. | Kuroi Namida -TV Live Edition- (黒い涙) | 5:24 |

| 1. | Rose (NANA SPECIAL STREET LIVE at Shinjuku Station Square 25th June 2006)                |  |
| 2. | zero (NANA SPECIAL STREET LIVE at Shinjuku Station Square 25th June 2006)                |  |
| 3. | Kuroi Namida (-BLACK STONES original animation clip (Studio Live TV size ver)-) (黒い涙) |  |

## Liste des titres de l'album français deluxe
| 1. | Rose                                         | 3:49 |
| 2. | Lovin' You                                   | 3:54 |
| 3. | Ah Ah                                        | 3:14 |
| 4. | Kuroi Namida (黒い涙)                        | 5:10 |
| 5. | Just can't get enough                        | 3:50 |
| 6. | I'm addicted to you                          | 3:44 |
| 7. | Kuroi Namida (deep sadness version) (黒い涙) | 5:03 |

| 1. | Lucy                | 3:49 |
| 2. | Better Day          | 3:21 |
| 3. | Dance with Me       | 3:37 |
| 4. | Stand by Me         | 4:50 |
| 5. | Anarchy in the U.K. | 3:25 |
| 6. | Scream              | 5:40 |

| 1. | Rose                           |  |
| 2. | Kuroi Namida (黒い涙)          |  |
| 3. | Lucy                           |  |
| 4. | Lucy (Original Animation Clip) |  |